# Тул (Мазовецьке воєводство)
Тул (пол. Tuł) — село в Польщі, у гміні Клембув Воломінського повіту Мазовецького воєводства.
Населення — 329 осіб (2011).
У 1975-1998 роках село належало до Остроленцького воєводства.

## Демографія
Демографічна структура станом на 31 березня 2011 року:
|          | Загалом | Допрацездатний вік | Працездатний вік | Постпрацездатний вік |
| -------- | ------- | ------------------ | ---------------- | -------------------- |
| Чоловіки | 162     | 51                 | 99               | 12                   |
| Жінки    | 167     | 35                 | 105              | 27                   |
| Разом    | 329     | 86                 | 204              | 39                   |